# アルゼンチン国立交響楽団
アルゼンチン国立交響楽団（アルゼンチンこくりつこうきょうがくだん、スペイン語: Orquesta Sinfónica Nacional）は、アルゼンチンのブエノスアイレスに本拠を置く国立のオーケストラ。

## 概要
1948年、フアン・ドミンゴ・ペロン政権下の文化事務局により、「Orquesta Sinfónica del Estado (国立交響楽団) 」の名称で設立された。

ロベルト・キンスキー指揮によりコロン劇場で最初の演奏会が開催された。政府の予算的な援助もあり、ショルティ、アンセルメ、エーリッヒ・クライバーなどを客演指揮者として招いている。

1955年の政権失脚後、オーケストラは再編され、現名称 (Orquesta Sinfónica Nacional) に改称された。1970年代には政府の支援不足により、オーケストラが閉鎖寸前の深刻な危機に瀕した。その後も政権交代や軍事独裁などにより、度重なる財政危機に直面することとなった。

1996年にペドロ・イグナシオ・カルデロンが音楽監督に就任し、オーケストラは再び活気を取り戻した。1991年にスペイン公演、1992年にチリ、ブラジル公演、1998年にはアルゲリッチと共に来日公演を行っている。
設立当初の初演はコロン劇場で行われたが、その後は本拠地を持たずにブエノスアイレス市内のセルバンテス劇場やグラン・レックス劇場などで公演を開催し、また国立のオーケストラとして国内各地50以上の都市で演奏活動を行ってきた。

## 歴代音楽監督等
- ロベルト・キンスキー (1949年-1953年)
- カルロ・フェリーチェ・チラーリオ (1954年-1955年)
- フアン・ホセ・カストロ (1956年-1960年)
- ヴィクトル・テヴァ (1961年-1962年)
- サイモン・ブレヒ (1964年-1965年)
- テオドロ・フックス (1966年-1966年)
- ファン・カルロス・ゾルジ (1968年-1969年)
- ジャック・ボドメール (1970年-1975年)
- ホルヘ・フォンテンラ (1976年-1977年)
- ブルーノ・ダストリ (1978年-不明)
- ホルヘ・ロッター (1985年-1990年)
- ペドロ・イグナチオ・カルデロン (1996年-2015年)

以後、音楽監督等は置かず現在に至る。